# Cábila (cidade antiga)

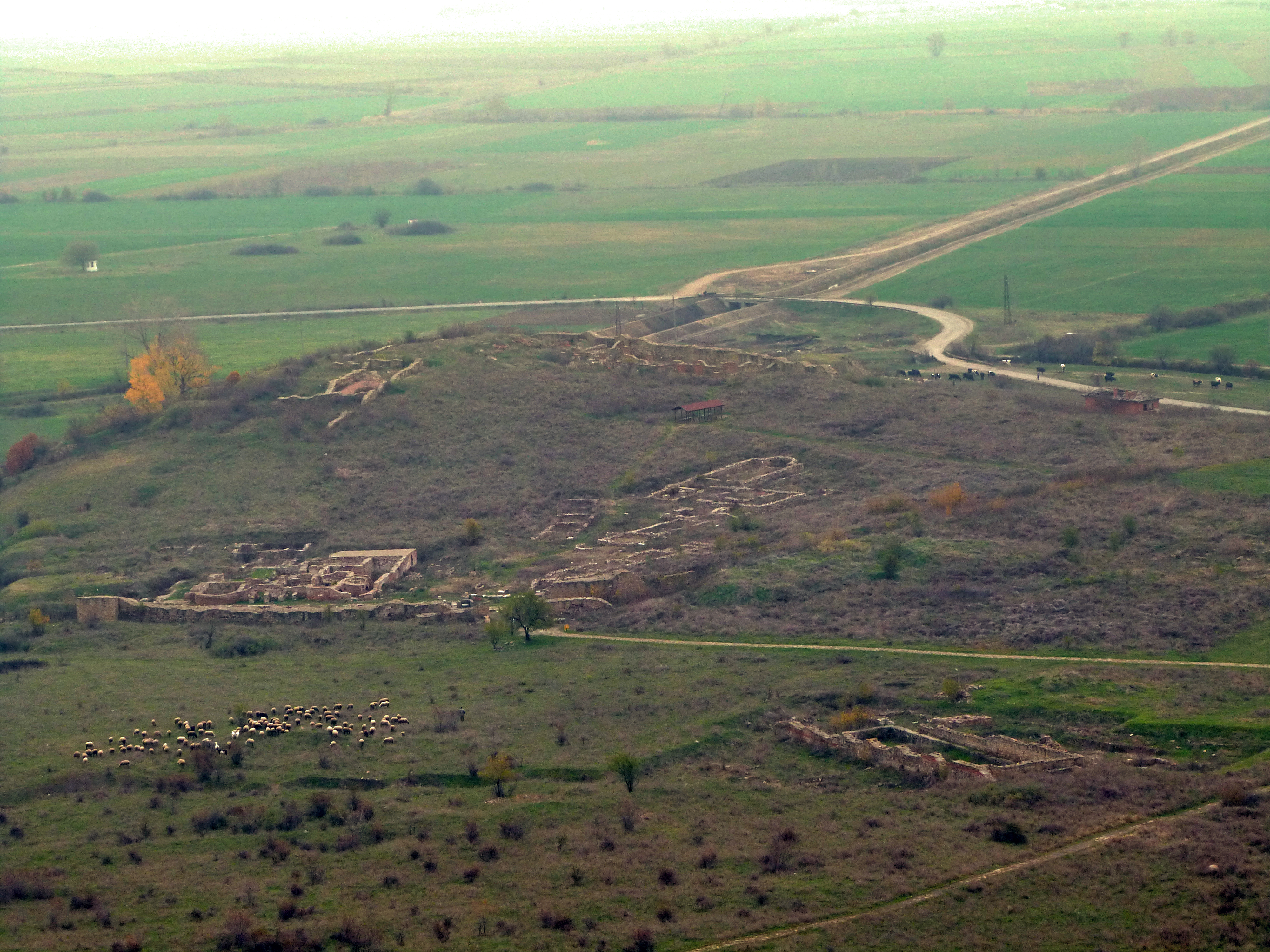
Ruínas de Cábila vistas de cima

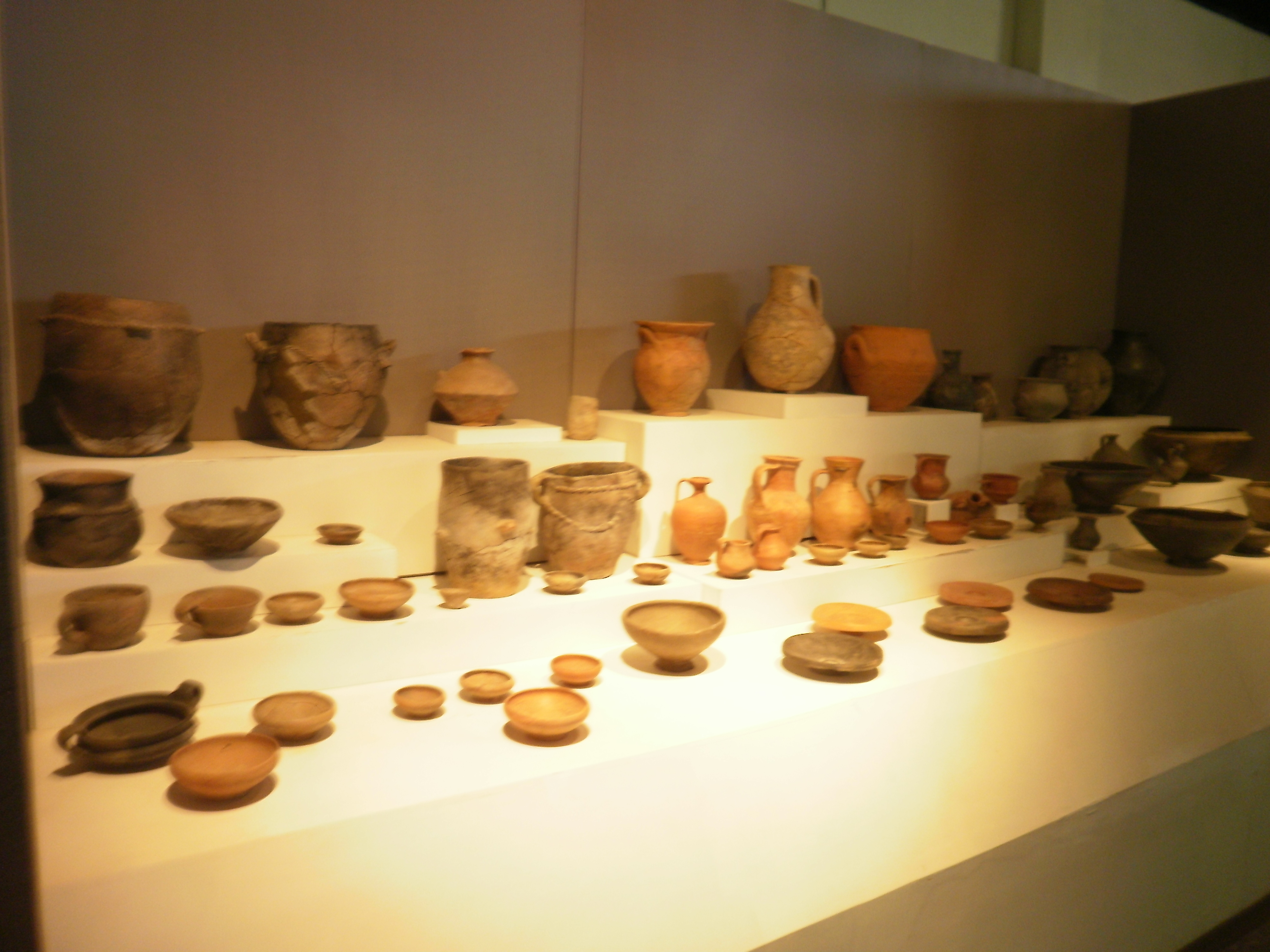
Achados arqueológicos de Cábila

Cábila ou Cabila (em grego clássico: Καβύλε; romaniz.: Kabýle), também registrada como Cáliba (em grego clássico: Καλύβη) ou Babíla (Βαβύλη), foi uma cidade do interior da Trácia, a oeste de Develto, sobre o rio Tonzo. Na Antiguidade Clássica ficou famosa após ser colonizada por Filipe II da Macedônia (r. 359-336 a.C.) com rebeldes macedônios. Mais adiante foi incorporada à República Romana pelo procônsul Marco Terêncio Varrão Lúculo. William Smith propôs que talvez fosse a cidade de Goloe (em grego: Γολόη) citada na A Alexíada de Ana Comnena, porém essa associação é contestada em favor da vila de Lozarevo. É possível que seja a cidade referida como Ponerópolis ("cidade de escravos").

## Geografia
Cábila se situava num planalto que sobreolhava uma curva do rio Tonzo (atual Tundja) a 7 quilômetros ao norte da moderna Iambol. Sua periferia sudoeste era na Antiguidade banhada pelas águas do leito do Tonzo (atualmente ocupado por um de seus tributários, o Azmaque), que à época estava 3 ou 4 quilômetros mais próximo da cidade. É possível que houvesse instalações de ancoragem nas imediações.

## Arqueologia
O núcleo do assentamento foi a acrópole do pico de Zaichi, onde um centro de culto da Idade do Ferro Inicial foi descoberto; este centro seria associado durante o período helenístico ao culto de Ártemis Fósforo e Héracles. Traços ocupacionais da Idade do Ferro foram descobertos a sudoeste da colina inferior, chamada Hisarlique. Escavações nas encostas inferiores do pico de Zaichi, onde o portão ocidental e porções do circuito contemporâneo das muralhas (século IV a.C.) foram descobertos, mostraram que a camada ocupacional mais precoce desta zona data do mesmo base, enquanto profundas trincheiras na cidade romana relevaram evidências mais antigas.
Entre 1986 e 1990, L. Getov escavou a estrada que se dirige para o portão sudoeste. Em suas pesquisas, Mieczysław Domaradzki descobriu a superfície de uma estrada pavimentada com pedras de rio e caros queimados de cerâmica no nível do primeiro portão macedônio e uma superfície de estrada similar feita de seixos próximo à torre 2. Perto à torre 2 e abaixo do piso do hórreo romano foram descobertas fundações de pedra de várias estruturas diferentes da Idade do Ferro Tardia (segunda metade do I milênio a.C.). As fundações de uma cabana (de provável formato oval), bem como rodapés de pedras e pisos de argila pertencentes a unidades residenciais, foram descobertas próximo do portão oeste.
As características espaciais da cidade no período pré-imperial são incertas. A ágora, na qual havia um altar de Apolo, e o santuário de Ártemis Fosfório, ambos mencionados na inscrição de Seutópolis (datada do reinado de Seutes III, 331-300 a.C.), não foram identificados e o templo da acrópole deixou de ser utilizado quando uma torre foi instalada, talvez pela introdução de uma guarnição macedônia. Esse templo retomou suas atividades mais tarde, provavelmente no século III a.C..

## História
A história do sítio se inicia na Idade do Ferro Inicial como as evidências arqueológicas atestam.[a] Evidências não publicadas obtidas em escavações feitas em Hisarlique mostram extensos contatos comerciais nos séculos V-IV a.C., sugerindo que já havia algum tipo de assentamento permanente por esta época. Ca. 340 a.C., o rei Filipe II da Macedônia (r. 359-336 a.C.) fundou ou refundou o sítio como uma colônia militar e instalou uma guarnição macedônia. O lexicógrafo William Smith reforça que foram utilizados rebeldes macedônios como os colonos, enquanto a pesquisadora Zofia Halina Archibald questiona como essa refundação teria afetado o assentamento anterior. Apesar dessa refundação, Cábila somente seria chamada de pólis por autores tardios (Estrabão e Estêvão de Bizâncio) e segundo Harpocrácio, citando Teopompo, ela era cória.
Para os 100 anos subsequentes às intervenções de Filipe II, muita evidência tumular foi descoberta fora da cidade. Congregando informações epigráficas, numismáticas e arqueológicas, os estudiosos tem postulado que houve, entre 340-280 a.C., um período formativo na qual esteve sob controle militar macedônico (primeiro do Império Macedônico e depois do Reino de Lisímaco) e esta fase foi sucedida por um período no qual os governantes locais tomaram o controle (Reino Odrísio, Tílis). Por todo o período de dominação da Macedônia notou-se pelos nomes nas moedas e por informações contidas em fontes epigráficas e escritas que as famílias da elite local conseguiram manter o controle dos assuntos cívicos.
Cábila cunhou moedas em nome de dois líderes trácios locais, Espártoco e Sóstoco (aqui tidos como meros chefetes locais ou oficiais e não governantes propriamente), e então para o rei céltico de Tílis, Cavaro. Uma cunhagem autônoma em bronze foi iniciada no segundo quartel do século III a.C. e nela havia a efígie da deusa patrona Ártemis Fósforo e a legenda "ΚΑΒ". Essas moedas circularam para oeste ao longo do vale superior do Tunja ao norte de Nova Zagora e para o sul cerca de 40 quilômetros rio abaixo.
Suas atividades diminuíram do século II a.C. em diante, talvez devido às campanhas agressivas de Filipe V (r. 221-179 a.C.). Mais adiante, em 72 a.C., foi incorporada à República Romana pelo procônsul da Macedônia Marco Terêncio Varrão Lúculo. Elementos arqueológicos, dentre eles uma tumba monumental, foram considerados como evidência da colonização de Cábila e seus arredores por veteranos do exército romano durante o reinado do imperador Trajano (r. 98–117). Em 145, imigrantes de Perinto erigiram inscrições votivas dedicadas a Héracles Agoreu.
Em 378, Fritigerno usou Cábila como base de operações para reagrupar seus visigodos e dar continuidade à guerra contra Valente (r. 365–378). No século IV, tornar-se-ia sede de um bispado (o bispo local Severo participou do Concílio de Sérdica de 343), mas desapareceu no século VI.